# Salix serissima
Salix serissima là một loài thực vật có hoa trong họ Liễu. Loài này được (L.H. Bailey) Fernald miêu tả khoa học đầu tiên năm 1903.

## Hình ảnh

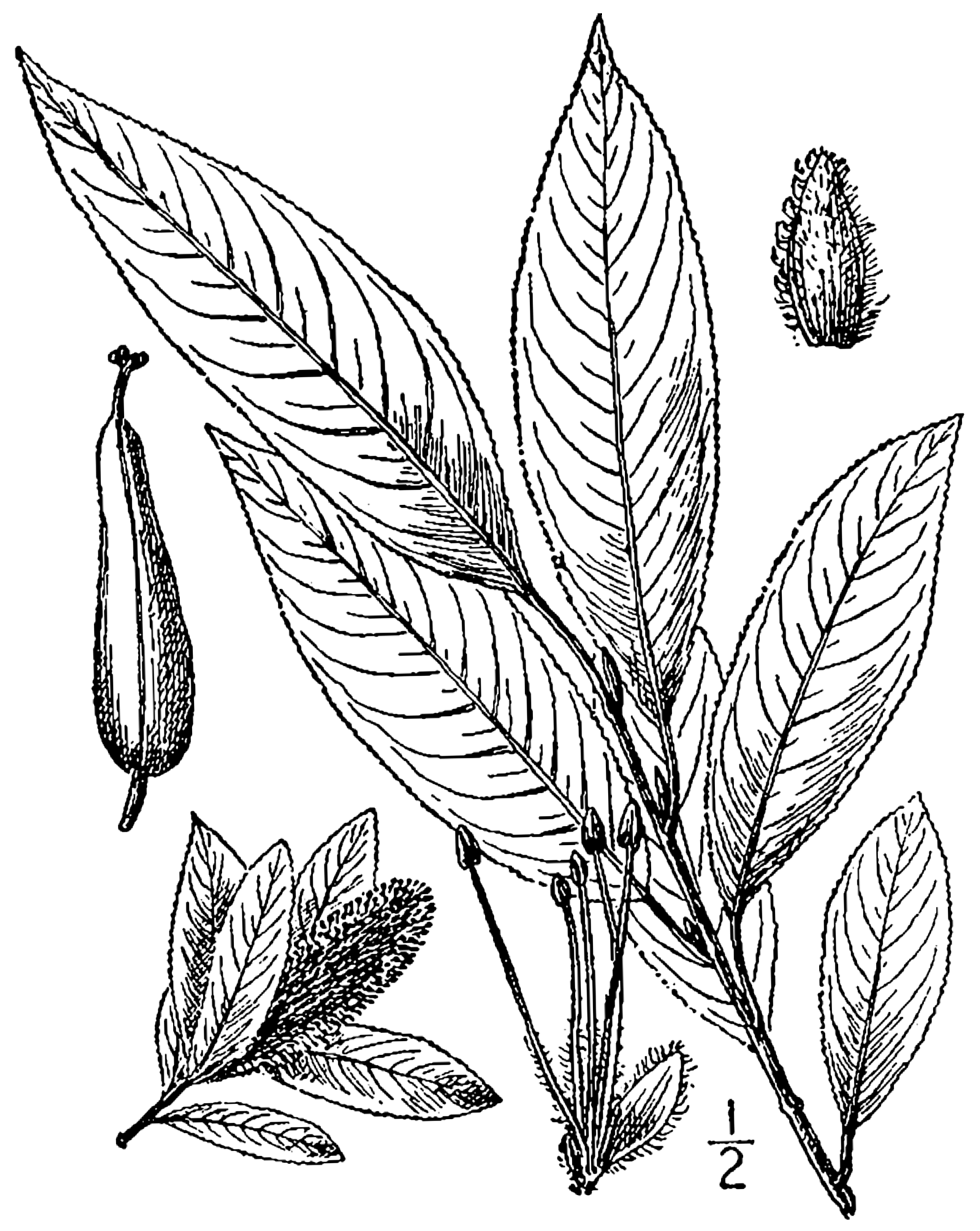